# Publio Ostorio Escápula

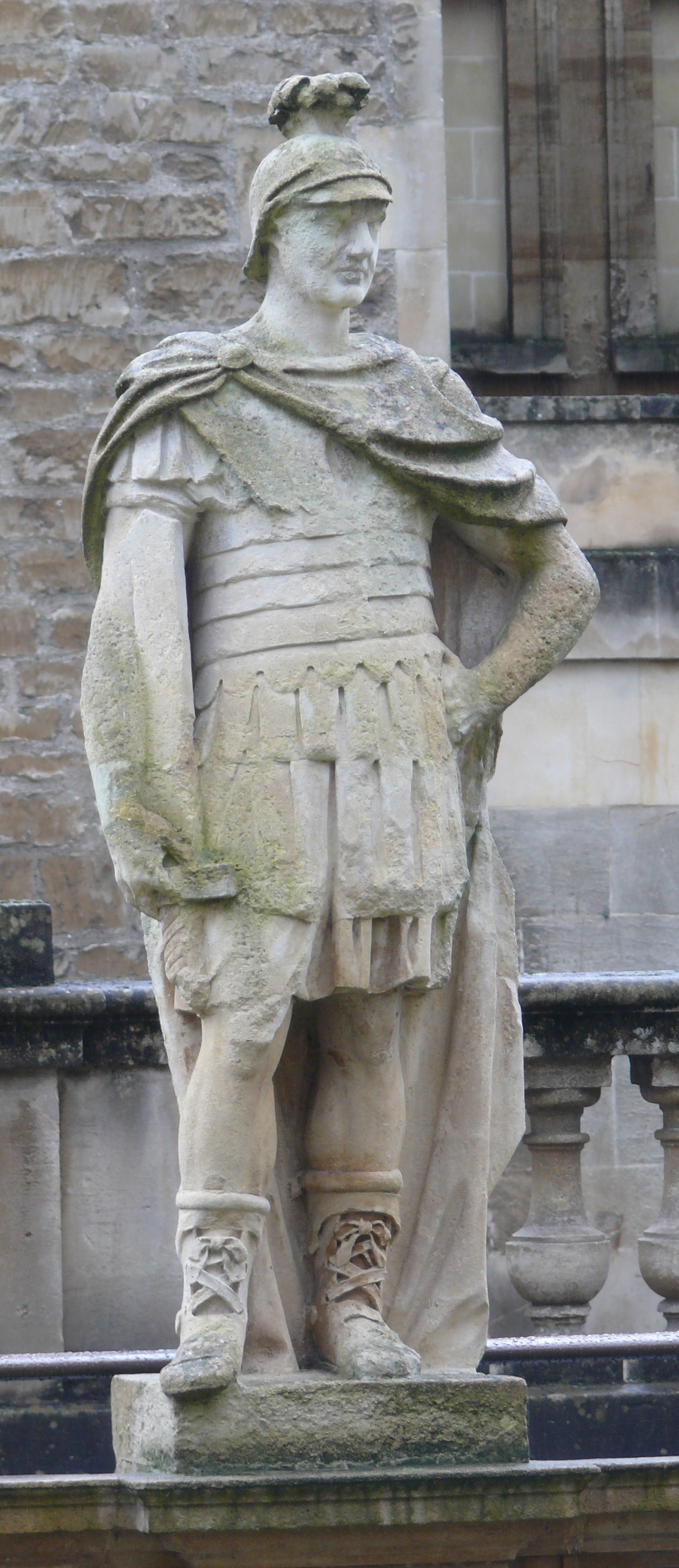
Publio Ostorio Escápula, estatua en la terraza de las Termas romanas de Bath

Publio Ostorio Escápula (Publius Ostorius Scapula; m. 52) fue un político y general romano que gobernó la provincia de Britania desde el 47 hasta su muerte. Escápula fue el general responsable de la derrota y captura de Carataco.

## Orígenes familiares
Publio Ostorio Escápula fue probablemente hijo de Quinto Ostorio Escápula, el primer comandante de la Guardia Pretoriana nombrado por César Augusto en mando conjunto, por lo que es casi seguro que nació en Roma durante ese período. Posteriormente, el padre de Escápula fue designado prefecto de la provincia de Egipto.

## Carrera
No se conoce nada de los inicios de su carrera. Fue designado consul suffectus, probablemente en el año 46. En invierno del año 47 fue designado como el segundo gobernador de la provincia de Britania por el emperador Claudio. Escápula sucedió en el cargo a Aulo Plaucio. El sur y el este de la isla estaban bajo control romano a través de guarniciones o alianzas con tribus nativas, sin embargo aún había un gran número de pueblos determinados a resistir. Creyendo que el nuevo gobernador sería reacio a iniciar una campaña en esa época del año, los britanos organizaron una serie de ataques y levantamientos por todo el territorio.
Escápula les disuadió respondiendo vigorosamente, atacándoles sin cuartel y no dándoles tiempo a que pudieran reagruparse. Aparentemente, según un texto de la obra de Tácito, Anales, Escápula declaró su intención de vencer a todos los galos asentados al sur y al este de los ríos Trent y Severn.
Los icenos, una tribu con capital en Norfolk, que no había sido conquistada pero que se había aliado con los romanos de forma voluntaria, se opuso al plan expansionista de Escápula e incitó a las tribus de la región a la rebelión. Escápula derrotó por completo a esta tribu cuando tomó por asalto directo la fortaleza base de los icenos, situada probablemente en Camp Stonea Fens, cerca de March, en Cambridgeshire. Su hijo, Marco Ostorio Escápula, ganó la corona cívica al salvar la vida de un ciudadano romano durante los combates. La tribu de los icenos se mantuvo como pueblo independiente, aunque es probable que los romanos introdujeran a Prasutago para intentar romanizarles.
Tras suprimir la rebelión, Escápula inició una serie de expediciones fronterizas. Tras un periodo de incertidumbre, en 48 Escápula inició una productiva campaña contra la tribu de los deceanglos, pueblo asentado en el norte de Gales. Este movimiento era muy astuto, ya que dividía a las tribus del norte de Britania de las de Gales. Escápula sin embargo tuvo que retroceder cuando una nueva rebelión estalló entre los brigantes. Esta rebelión fue rápidamente suprimida, pero reveló los peligros que representaban los estados cliente de Britania, de los que los brigantes formaban parte. Escápula separó sus tropas para disuadir a las tribus de rebelarse de nuevo. La Legio XIV Gemina fue estacionada en la región de los brigantes, la Legio II Augusta fue trasladada a la zona del sudeste, la Legio XX Valeria Victrix atacó la zona de Colchester y la Legio IX Hispana estaba haciendo campaña en la región de Trent. Tras castigar a los brigantes, la Legio XIV acampó en Wroxeter.
Escápula inició la romanización de las profundas regiones del sur, fundó la primera colonia de veteranos militares en Camulodunum (Colchester) en el año 49 y, probablemente, creó un nuevo municipium en Verulamium (Saint Albans). Escápula había demostrado durante su gobierno una considerable habilidad militar, además de su capacidad administrativa, sin embargo no pudo llegar a las zonas donde residía la verdadera riqueza mineral de la isla, ubicadas en los asentamientos bárbaros del norte. Su captura tendría que esperar hasta años posteriores.
Mientras, Carataco, cuya tribu, los catuvellaunos, había sido derrotada durante la primera fase de la conquista, había vuelto a surgir liderando la coalición formada por los siluros del este de Gales y de Gloucestershire. Cuando la rebelión se vio frenada por el programa de construcción de fortalezas fronterizas iniciada por Escápula, Carataco se dirigió hacia el norte, hacia la tierra de los ordovicos. Escápula, temeroso de las intenciones de Carataco, dividió a una parte de su ejército que combatió contra él tras varios años de escaramuzas sin importancia. La batalla final se libró en 51 en un lugar cerca del río Severn, probablemente en las inmediaciones de Caersws. La victoria romana fue tan contundente que los britanos de esas regiones tardaron mucho tiempo en recuperarse.
Los ordovicos mientras tanto habían fortificado su accidentado territorio, haciendo imposible que los romanos cercaran sus oppida. Aunque Escápula estaba preocupado por la aparencia inexpugnable del territorio de los ordovicos, los ánimos de sus soldados le hicieron verse obligado avanzar en lo que al final resultó ser una fácil campaña. Durante las batallas, la esposa y la hija de Carataco fueron capturadas y su hermano se entregó a los romanos. Carataco por su parte huyó al territorio de los brigantes, sin embargo su reina, Cartimandua, se mantuvo fiel a Roma y lo entregó.
Tras la campaña, Escápula fue honrado con un triunfo, sin embargo el general no había sofocado por completo la resistencia de la frontera galesa. Los siluros continuaron hostigando a las tropas romanas, redoblándose los ataques tras el comunicado de Escápula que decía que los iba a exterminar. El general ocupó a una gran fuerza de legionarios en la reconstrucción de fortalezas, sin embargo esta fue atacada por un ejército de siluros que los masacraron. Los violentos ataques de los siluros estaban motivados indudablemente por el discurso de Escápula. Esta tribu comenzó a tomar rehenes entre los legionarios romanos y los repartió entre las tribus vecinas. Este movimiento era tremendamente hábil, ya que obligaba a estos pueblos a organizar una nueva resistencia.  
Ostorio murió repentinamente en el año 52 tras un gobierno que lo había desgastado muy duramente y dejando a Roma con un gran problema en sus fronteras británicas. Las incursiones de los siluros continuaron y derrotaron a una legión liderada por Cayo Manlio Valente, antes de que Aulo Didio Galo llegara a la provincia. La completa pacificación de la provincia sólo se logró 25 años después, durante el gobierno de Sexto Julio Frontino.